# Писарівщина (Полтавський район)
Пи́сарівщина — село в Україні, у Диканській селищній громаді Полтавського району Полтавської області. Населення становить 360 осіб. До 2020 орган місцевого самоврядування — Великобудищанська сільська рада.

## Географія
Село розташоване на правому березі річки Ворскли. 

Вище за течією на відстані 2,5 км знаходиться село Кардашівка, нижче за течією на відстані 1,5 км — село Чернечий Яр, на протилежному березі — село Матвіївка.
До села примикає лісовий масив (дуб).
Відстань до центру громади становить близько 13 км і проходить автошляхом Н12
Біля села розташовані:
- загальнозоологічний заказник місцевого значення «Фесенкові Горби», а також
- Писарівщанський парк — пам'ятка садово-паркового мистецтва, що входять до Регіонального ландшафтного парку «Диканський».
- Парк Антуана Томаса, створений французом на зразок Булонського лісу в Парижі.[1]
- Балка «Полузир». Знаходиться по дорозі до села. Саме тут до революції вирощувався хміль для Кочубеївського пива. Тут розміщена база державного лісомисливського господарства «Диканське», яке має 56,2тис.га мисливських угідь і пропонує різні види полювання.

## Історія
Час заснування першого поселення на місці сучасної Писарівщини невідомий. Але поблизу (найближче — на відстані 3—5 км) існували значних розмірів городища ще у V—IV ст. до н. е.
На старих картах знаходимо кілька населених пунктів у межах нинішньої Писарівщини. У часи існування намісництв у документах адміністративного поділу згадуються казенні села Старі Млини та Нові Млини.
За Рум'янцевським описом 1765—1769 років Велико-Будиській сотні підпорядковані: Нові Млини, село і слобода; Старі Млини.
Село Нові Млини належало Василеві Кочубеєві ще до його страти 1708 року. Після його реабілітації, вже у грудні того ж року повернуте його спадкоємцям. Пізніше належало Павлові Кочубею.

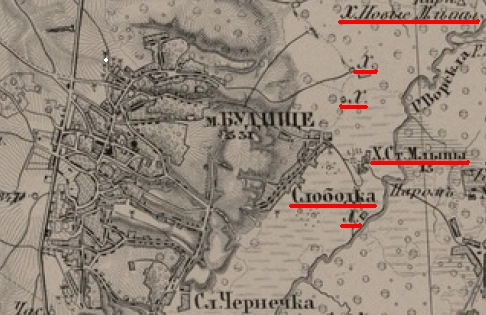
Населені пункти — попередники, 1878 рік.

При передачі зі складу Київської до Слов'янської та Херсонської єпархії 1776 року у Відомості згадуються: село Старі Млини, 107 дворів та 80 бездвірних хат, Воздвиженська церква, 1 батюшка й 4 священнослужителі; Нові Млини мали 58 дворів, у Петропавлівській церкві був один священик та двоє церковнослужителів. На 1787 рік у Старих Млинах налічувалося 735 осіб чоловічої і 723 жіночої статі, у казенному селі Нові Млини їх нараховувалось, відповідно, 232 чоловічої і 276 жіночої статі.
Ще після Другої світової війни місцеві жителі вживали назви Старі Млини, Нові Млини, Скрипники.
Воздвиженська церква зі Старих Млинів 1794 року перенесена до с. Сєдаківка (тепер с. Балясне Диканського р-ну), де проіснувала під назвою Євдокіївської до 1869 року
1819 року коштом поміщика Герасима Захарченка споруджена тепла мурована церква на честь Святої Трійці. 1873 року церква реставрована, 1875 до неї добудований Хрестовоздвиженський приділ.
На 1910 рік село вже під своєю назвою належало до Великобудищанської волості Зіньківського повіту.
1887 року до села перенесено Великобудищанський Троїцький (Преображенський) монастир. Головним храмом обителі стала церква на честь Святої Трійці.
1891 року був зведений теплий мурований Успенський собор з Миколаївським та на честь Усічення Глави Св. Іоана Предтечі приділами.
Монастир мав два цегляних двоповерхових будинки, ігуменський корпус, приміщення літньої резиденції полтавських архієреїв, майстерні, цегельний завод, великий господарський двір, а поблизу р. Ворскли — хутори з фермами для худоби та птиці.
При монастирі діяли чоловіча та дві жіночі двокласні церковнопарафіяльні школи, одна з них з інтернатом для 80 дівчат-сиріт. При монастирі навчались молодші класи Полтавського жіночого єпархіального училища.
Головною святинею обителі був місцевошанований образ Богородиці, що з 2009 іменується Будищанською (Пушкарівською).
З кінця 1890-х років до монастиря був приписаний Спасо-Преображенський скит у с. Матвіївка.

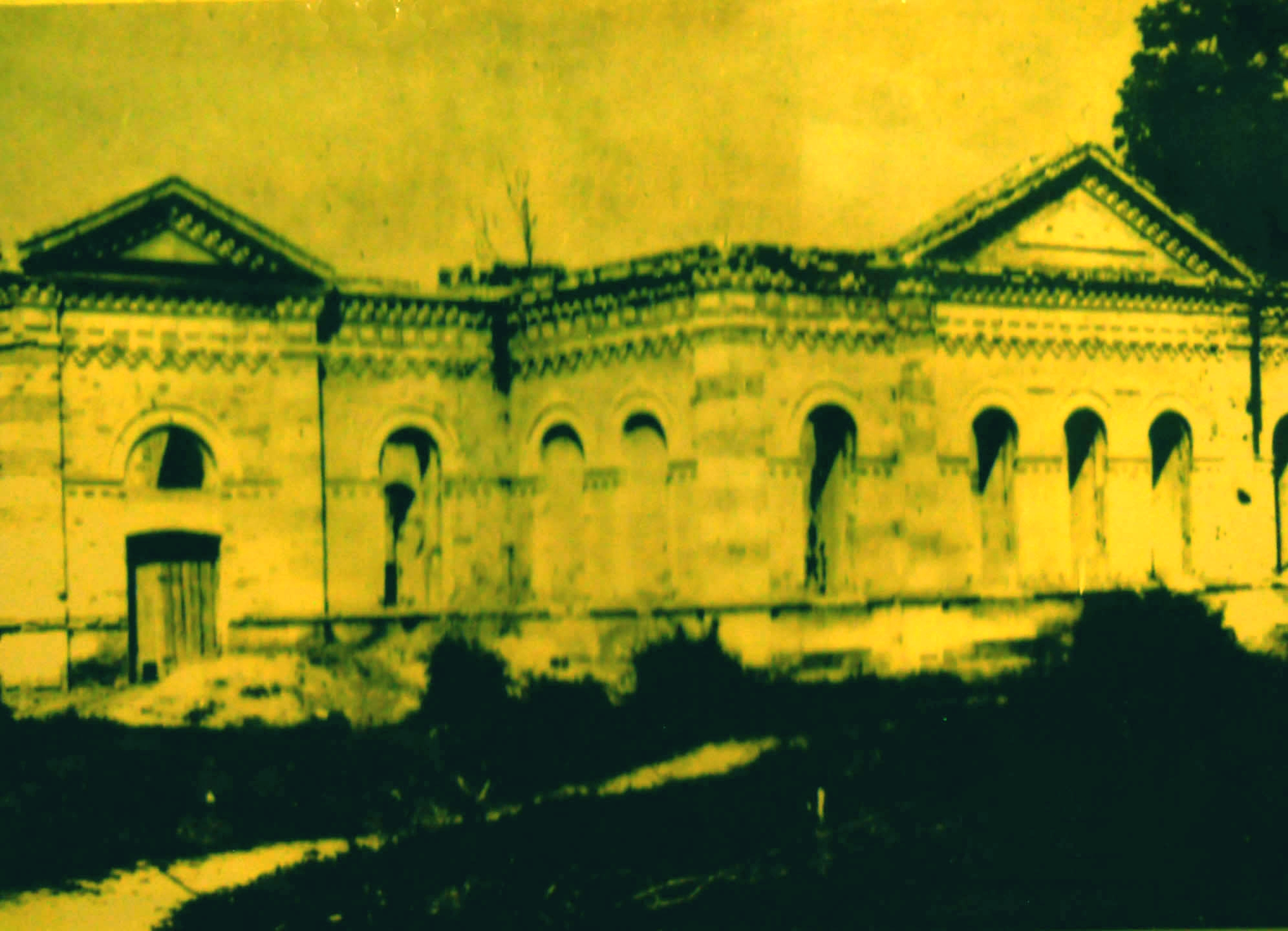
Писарівщина, руїни церкви після війни 1941—1945

За постановою Полтавського губвиконкому від 24 лютого 1922 року, землі монастиря було націоналізовано і передано в розпорядження повітового земельного відділу. 17 березня 1922 року обитель було закрито, майно та церковне начиння пограбоване. На час закриття обителі Радянською владою в обителі було близько 700 сестер. Частина насельниць (близько 200) перейшла до Матвіївського Спасо-Преображенського скиту. Більшість сестер були Радянською владою пізніше репресовані.
Господарство монастиря (до 1000 га землі) перейшло до створеної Другої сільськогосподарської трудової колонії ім. В. І. Леніна, де виховувалось 750 дітей, батьки яких загинули «в боях за владу Рад». При колонії працювала школа профосвіти, де навчалися старші вихованці колонії . В 1923 році колонію реорганізували в ремісниче училище, де діти й підлітки навчалися шевської, кравецької, слюсарної та столярної справи. Працювала також агрошкола.
З 2008 року відновлюється діяльність монастиря як Троїцького Великобудищанського жіночого скиту Полтавського Хрестовоздвиженського монастиря.
Від 30-х років до 1978 року у Писарівщині існував ветеринарно-зоотехнічний технікум. Навчальний корпус та гуртожиток до війни 1941—1945 років знаходились у будівлях колишнього монастиря. Після війни на місці зруйнованого храму був побудований клуб.
Після Другої світової війни у селі працювала початкова чотирикласна школа. У будинку було дві кімнати: в одній вчителем провадились заняття першого і третього класів; у другій — другого й четвертого.
12 червня 2020 року, відповідно до розпорядження Кабінету Міністрів України № 721-р «Про визначення адміністративних центрів та затвердження територій територіальних громад Полтавської області», село увійшло до складу Диканської селищної громади.
19 липня 2020 року, в результаті адміністративно - територіальної реформи та ліквідації Диканського району, село увійшло до складу новоутвореного Полтавського району.

### Пам'ятні знаки
- Братська могила воїнів громадянської війни[17] поблизу кладовища, 1921 року. Пам'ятний знак встановлений 1923 року.
- Меморіальна дошка на честь Героїв Радянського Союзу І. Доценка, М. Дігтяря, В. Реви на навчальному корпусі зооветеринарного технікуму.

## Соціальна сфера
- Професійно-технічне училище № 51

## Особистості
- Доценко Іван Іванович (рос. Даценко) — Герой Радянського Союзу, командир ланки 10-го гвардійського авіаційного полку бомбардувальників далекої дії, гвардії старший лейтенант. Уродженець с. Чернечий Яр Диканського району Полтавської області.
- Дігтяр Микола Іванович — Герой Радянського Союзу, командир ескадрильї 95-го гвардійського штурмового авіаційнного полку 5-ї гвардійської штурмової авіаційної дивізії 2-го гвардійського штурмового авіаційного корпусу 2-ї повітряної армії 1-го Українського фронту, гвардії майор.
- Рева Василь Лаврентійович — Герой Радянського Союзу, командир танка Т-34 1-го танкового батальйону 3-ї танкової Чаплинської Червонопрапорної бригади 23-го танкового корпусу 2-го Українського фронту, молодший лейтенант. Нагороджений орденом Леніна, орденом Червоної Зірки, медалями.
- Пойдеменко Микола Костович — поет, педагог.
- Порініс Вільям Григорович — український художник.

## Галерея

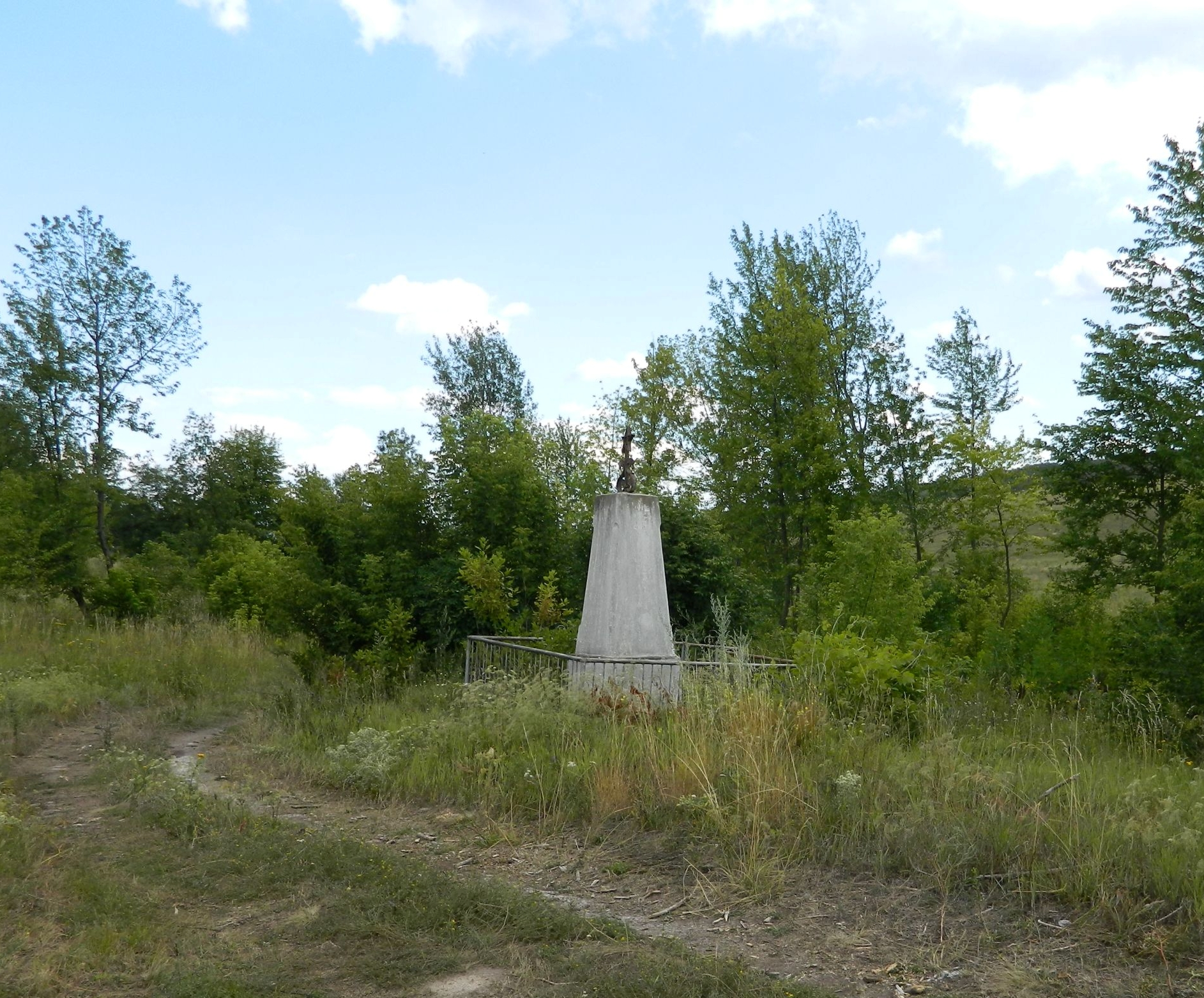
Братська могила часів Громадянської війни у с. Писарівщина Диканського району, 1923 рік
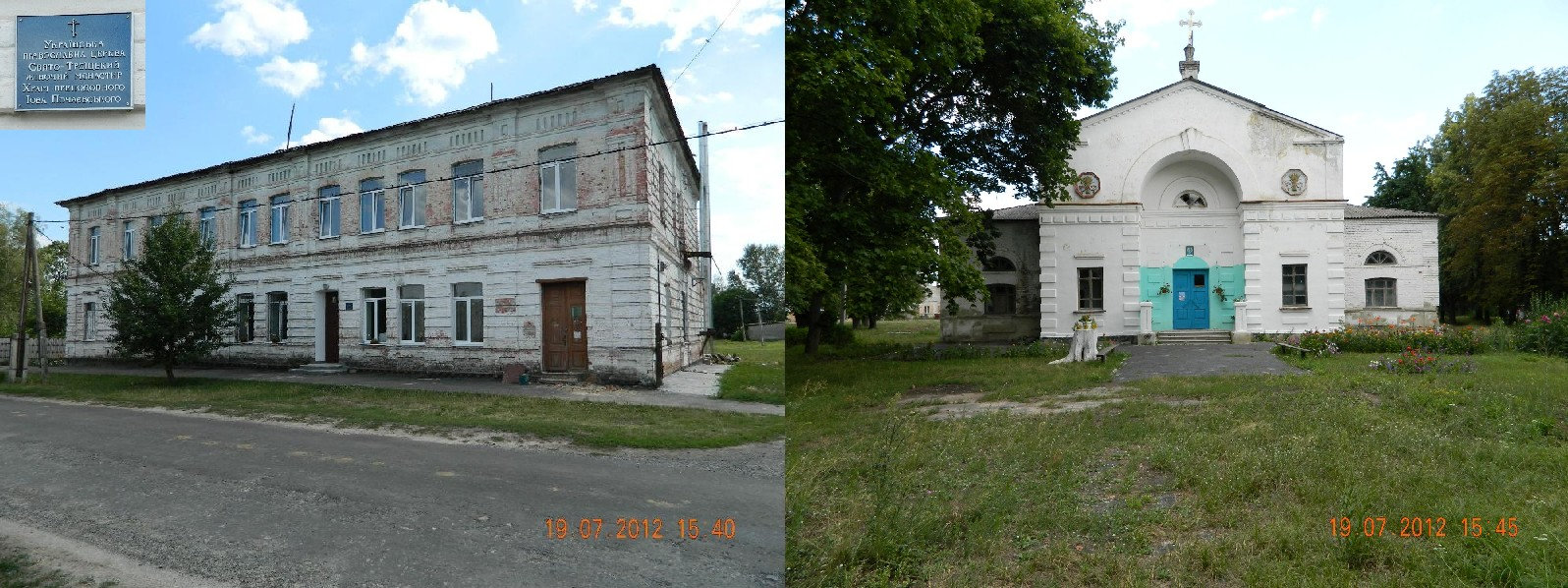
Храм преподобного Йова Почаївського. Великобудищанський Свято-Троїцький жіночий монастир у с. Писарівщина
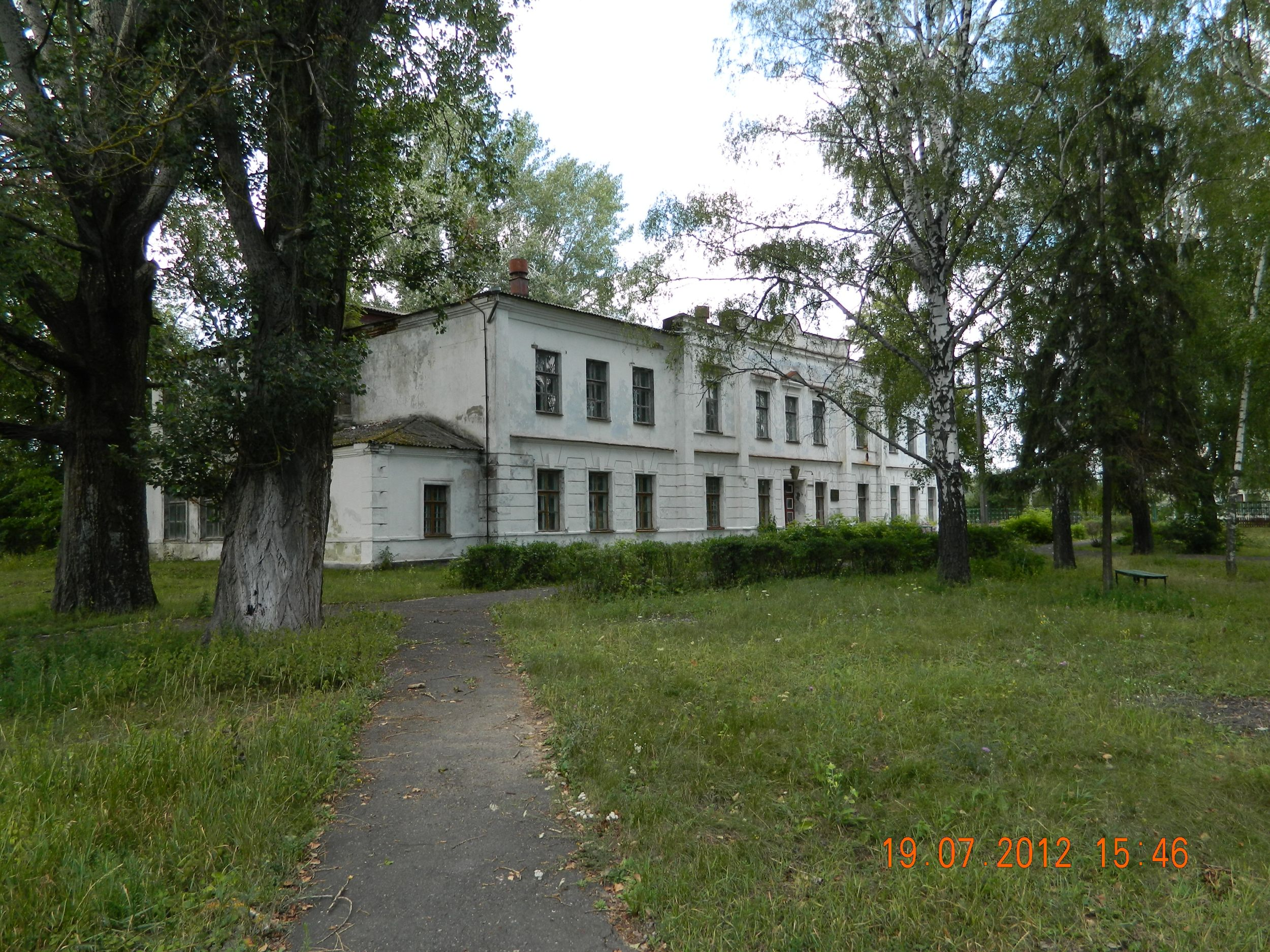
Навчальний корпус зооветеринарного технікуму
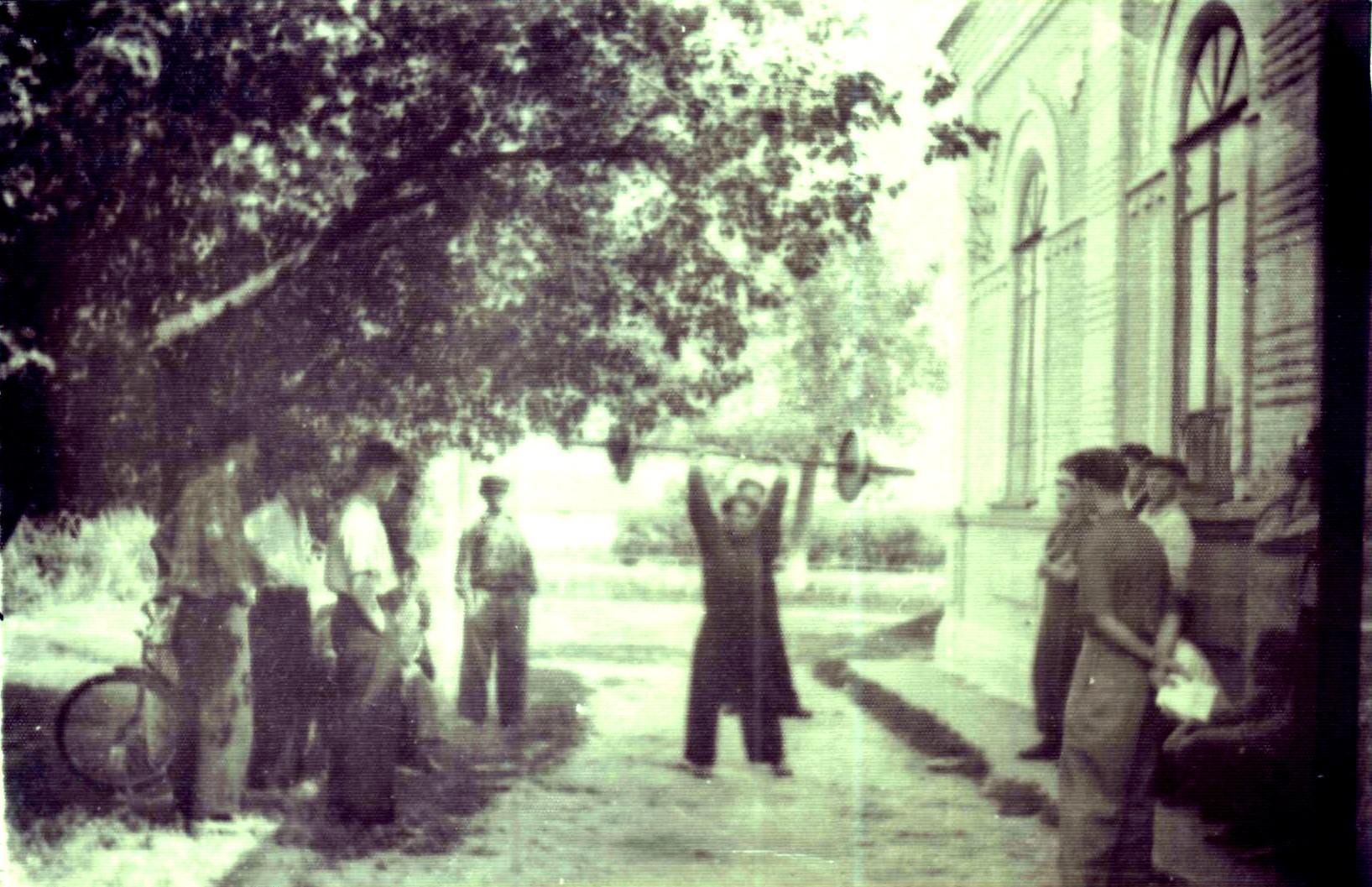
Студенти ветзоотехнікуму на дозвіллі, 1957 рік
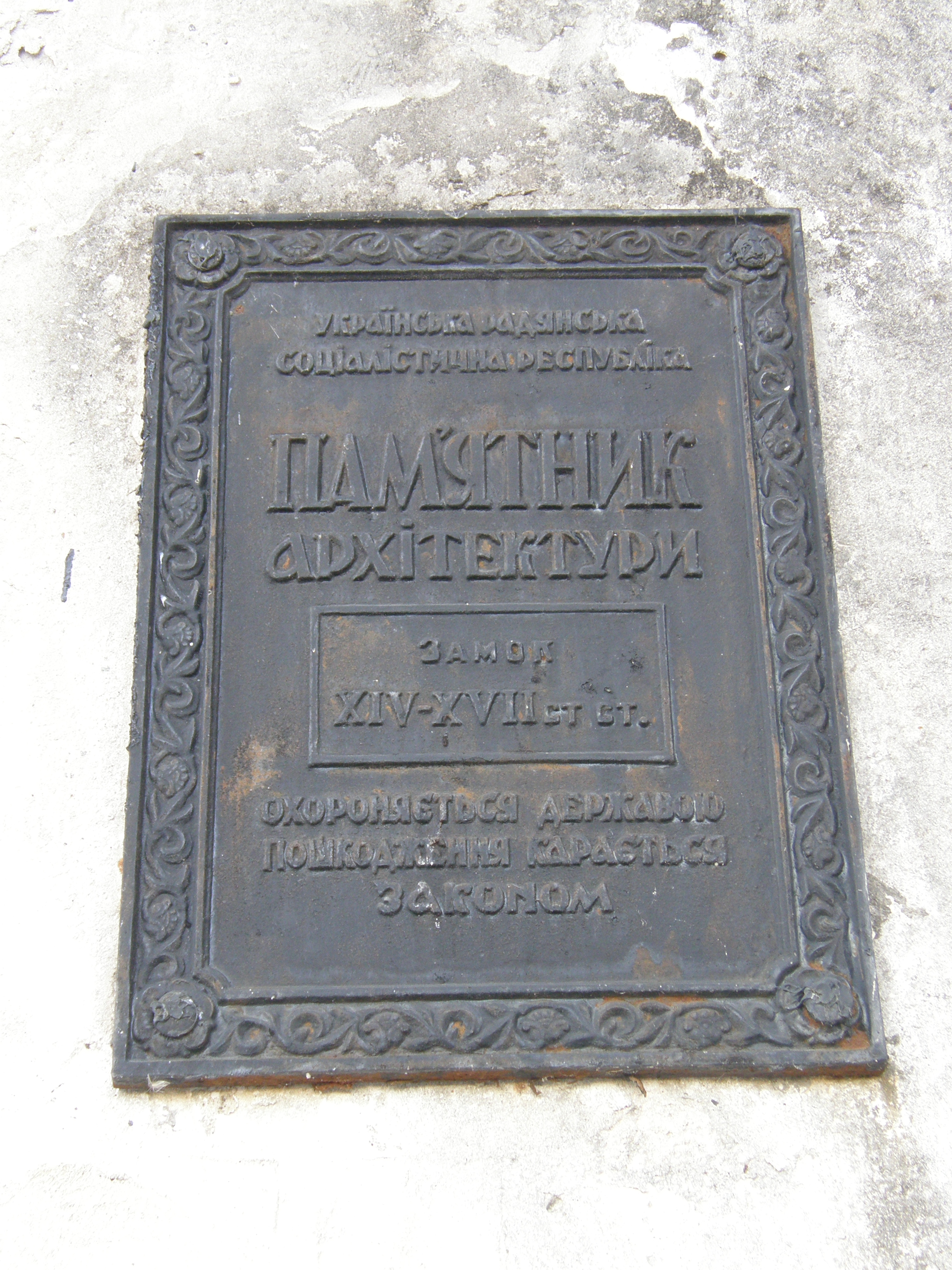
Меморіальна дошка на честь Героїв Радянського Союзу на будівлі навчального корпусу зооветеринарного технікуму
Герой Радянського Союзу Доценко Іван Іванович, командир ланки авіаційного полку дальньої дії, гвардії старший лейтенант
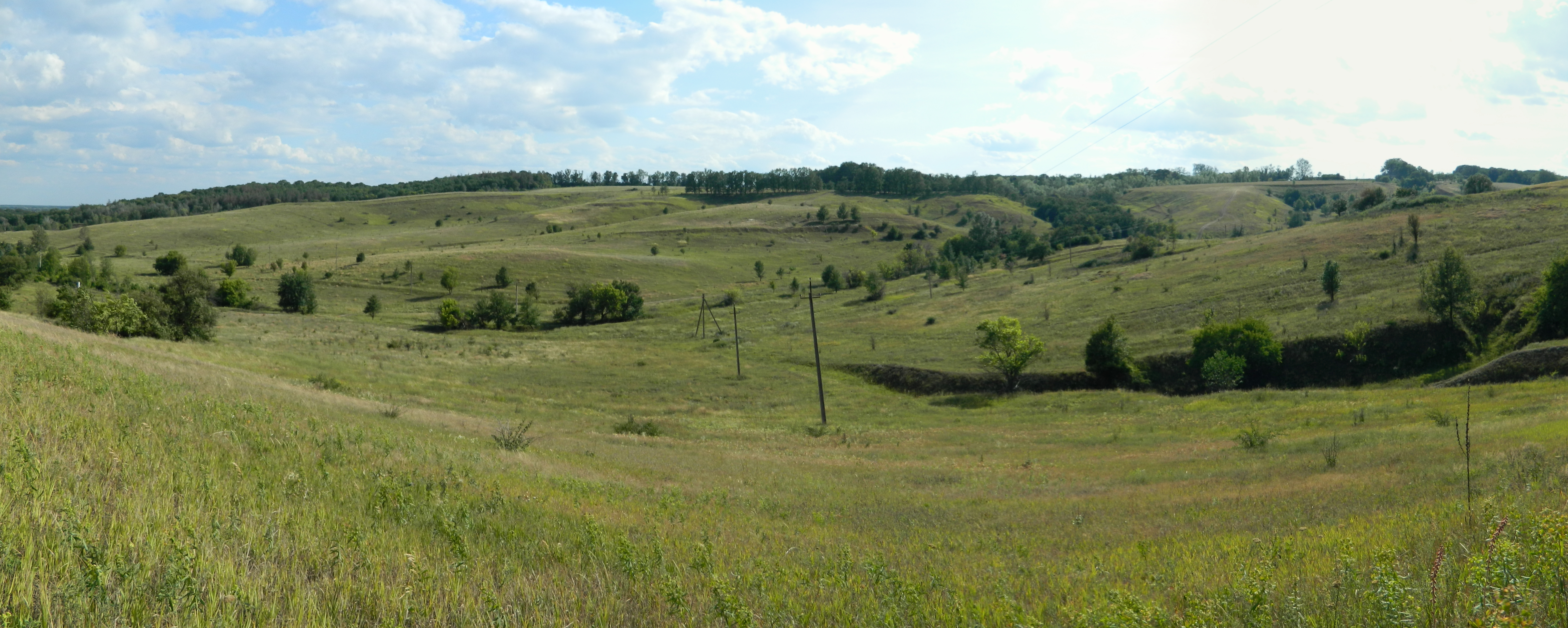
Фесенкові Горби. Вигляд з північного схилу балки (з лівого боку фотографії Братська могила)
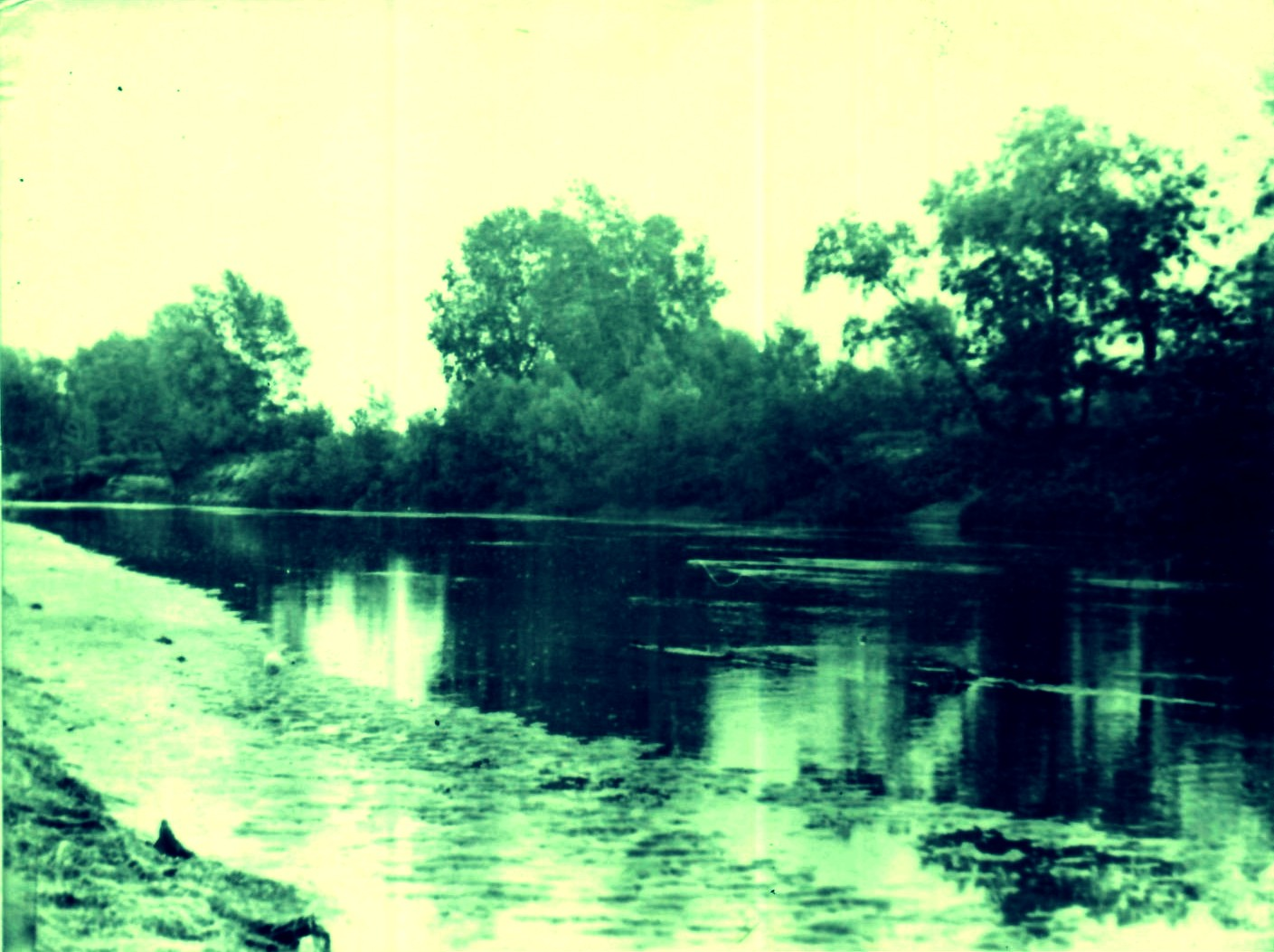
Річка Ворскла біля Писарівщини.